# 1944 (sang)
"1944" er en sang fremført af Jamala som vandt Eurovision Song Contest 2016. Sangen opnåede i finalen 534 point. Teksten til  "1944" handler om  deportationen af Krim-tatarene i 1940'erne, udført af Sovjetunionen  under Joseph Stalin, på grund af deres påståede samarbejde med  Nazisterne.

## Eksterne kilder og henvisninger
1. ↑  Veselova, Viktoria; Melnykova, Oleksandra (11. februar 2016). "Crimean singer in line to represent Ukraine at Eurovision". theguardian.com. The Guardian. Arkiveret fra originalen 6. januar 2019. Hentet 11. februar 2016.

| Musik | Spire Denne musikartikel er en spire som bør udbygges. Du er velkommen til at hjælpe Wikipedia ved at udvide den. |